# الکساندر بییر
الکساندر بییر (انگلیسی: Alexander Beer; ۱۰ سپتامبر ۱۸۷۳ – ۸ مهٔ ۱۹۴۴) معمار اهل رایش آلمان بود.